# One Step from Earth
One Step from Earth je sbírka devíti vědeckofantastických povídek a novelet z let 1968–1970 amerického spisovatele Harryho Harrisona vydaná nakladatelstvím Macmillan v roce 1970. Název lze přeložit jako Jeden krok od Země, v češtině však zatím nevyšla (k roku 2023).

Ústředním tématem knihy je dálkový přenos hmoty (teleportace).

## Obsah
- Introduction: The Matter Transmitter – úvodní esej.
- One Step from Earth (1970)
- Pressure (1969)
- No War, or Battle's Sound (1968)
- Wife to the Lord (1970)
- Waiting Place (1968)
- The Life Preservers (1970)
- From Fanaticism, or for Reward (1969)
- Heavy Duty (1970)
- A Tale of the Ending (1970)